# Heading West
Heading West è un film del 1946 diretto da Ray Nazarro.
È un western statunitense con Charles Starrett, Doris Houck, Hank Penny e Smiley Burnette. Fa parte della serie di film western della Columbia incentrati sul personaggio di Durango Kid.

## Produzione
Il film, diretto da Ray Nazarro su una sceneggiatura e un soggetto di Ed Earl Repp, fu prodotto da Colbert Clark per la Columbia Pictures e girato nell'Iverson Ranch a Chatsworth, Los Angeles, California, dal 24 settembre al 2 ottobre 1945. Il titolo di lavorazione fu Massacre Mesa.

## Distribuzione
Il film fu distribuito negli Stati Uniti dal 15 agosto 1946 al cinema dalla Columbia Pictures.
Altre distribuzioni:
- in Brasile (Mascarado da Justiça)
- nel Regno Unito (The Cheat's Last Throw)
- in Grecia (Atithasoi kakopoioi)

## Promozione
Le tagline sono:
- A DOUBLE-BLAST OF BLAZING ACTION...ROARING LAUGHTER...ROUSING RHYTHMS!
- GUN-LAW IN THE MIGHTY WEST!
- Durango and Smiley hit the thrill trail!
- Durango and Smiley outwit double-crossing outlaws!
- DEATH STALKS OUTLAW KILLERS...when Durango and Smiley hit the trail!